# Pamětní medaile svazu českoskoslovenského důstojnictva
Pamětní medaile svazu českoskoslovenského důstojnictva, je pamětní spolková medaile, která byla založena v roce 1945 jako připomínka služby důstojníků v záloze, ale i v činné službě. Jedná se o neoficiální ražbu Svazu čs. důstojníků z roku 1945.
Medaile je ražena z bronzu a na střed stužky se v některých případech přidávala malá pěticípá hvězdička